# Oscinella fusidentata
Oscinella fusidentata är en tvåvingeart som beskrevs av Cherian 1977. Oscinella fusidentata ingår i släktet Oscinella och familjen fritflugor. Inga underarter finns listade i Catalogue of Life.